# Ramallah
Ramallah (arabă: رام الله) este un oraș în Cisiordania cu aproximativ 57.000 de locuitori, care se află în prezent sub controlul Autorității Naționale Palestiniene. Este situat la 15 km nord-vest de Ierusalim.

## Date istorice
Ramallah s-a aflat în Palestina sub mandat britanic până la returnarea mandatului câtre ONU în 1947, apoi a făcut parte din  Iordania ca rezultat al Războiului arabo-israelian din 1948 până la Războiul de Șase Zile  din 1967, în urma căruia a intrat sub control israelian, pentru 27 de ani. În 1994, orașul a fost predat de Israel Autorității Palestiniene în urma acordurilor Rabin-Peres-Arafat de la Oslo din 1993 (Ramallah era declarată „Teritoriu A”, adică sub control palestinian aproape în totalitate) și a devenit capitala de facto a Autorității Palestiniene, în pofida faptului că palestinienii doreau să aibă capitala în Ierusalimul de Est.